# Свислочь (Гродненский район)
Свислочь (бел. Свіслач, транслит. Svislač) — агрогородок в Гродненском районе Гродненской области Беларуси, на реке Свислочь. Входит в состав Квасовского сельсовета. 22 км юго-восточнее Гродно.

## Население
955 жителей и 346 дворов по состоянию на 2001 год.

## Инфраструктура
- Средняя школа
- Дом культуры
- Библиотека
- Департамент коммуникаций

## Достопримечательность
- Усадьба Красинских (конец XIX века).
- Крестовоздвиженская церковь (1884 год)
- Братская могила советских воинов
- Костёл Божьего Милосердия (2002 год)

## Галерея

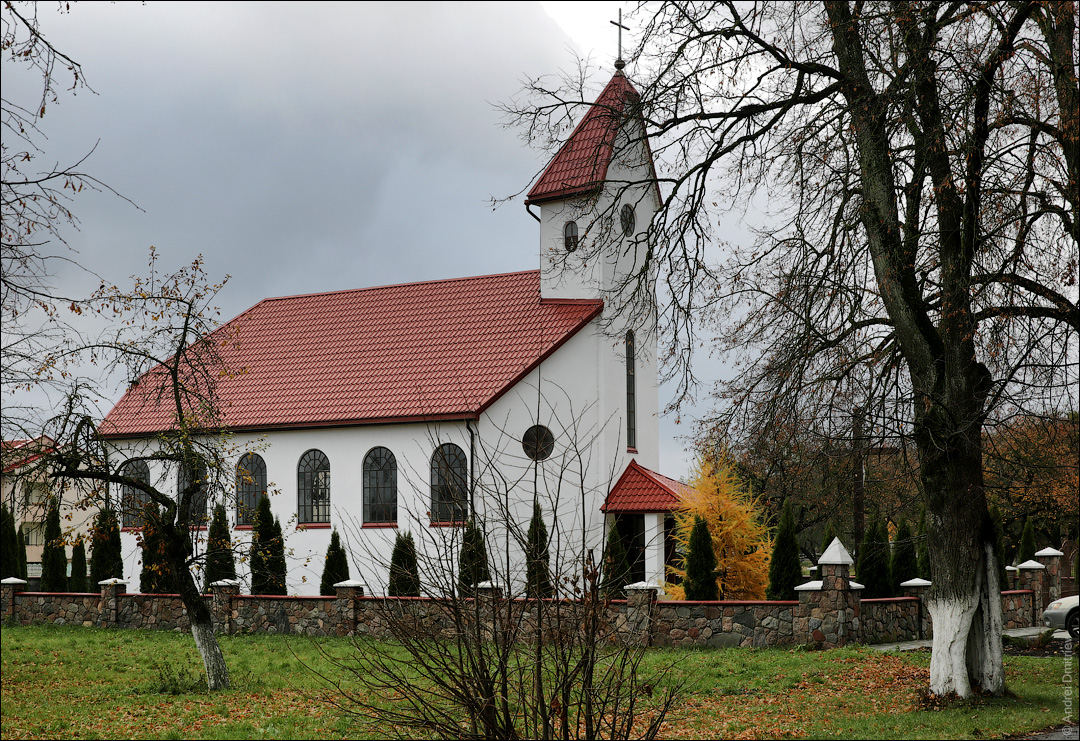
Католическая часовня
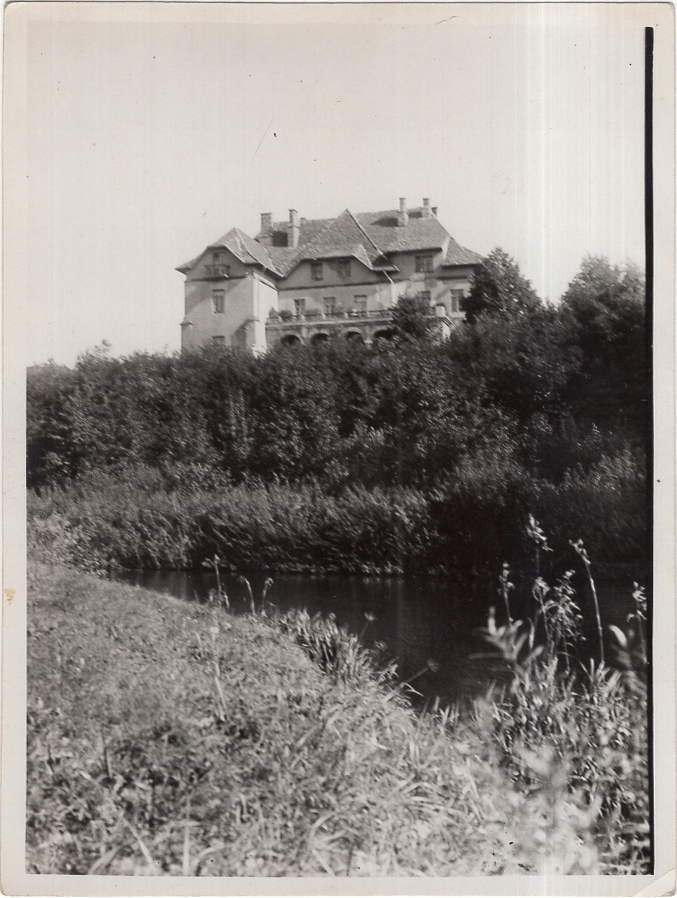
Усадьба Красинских
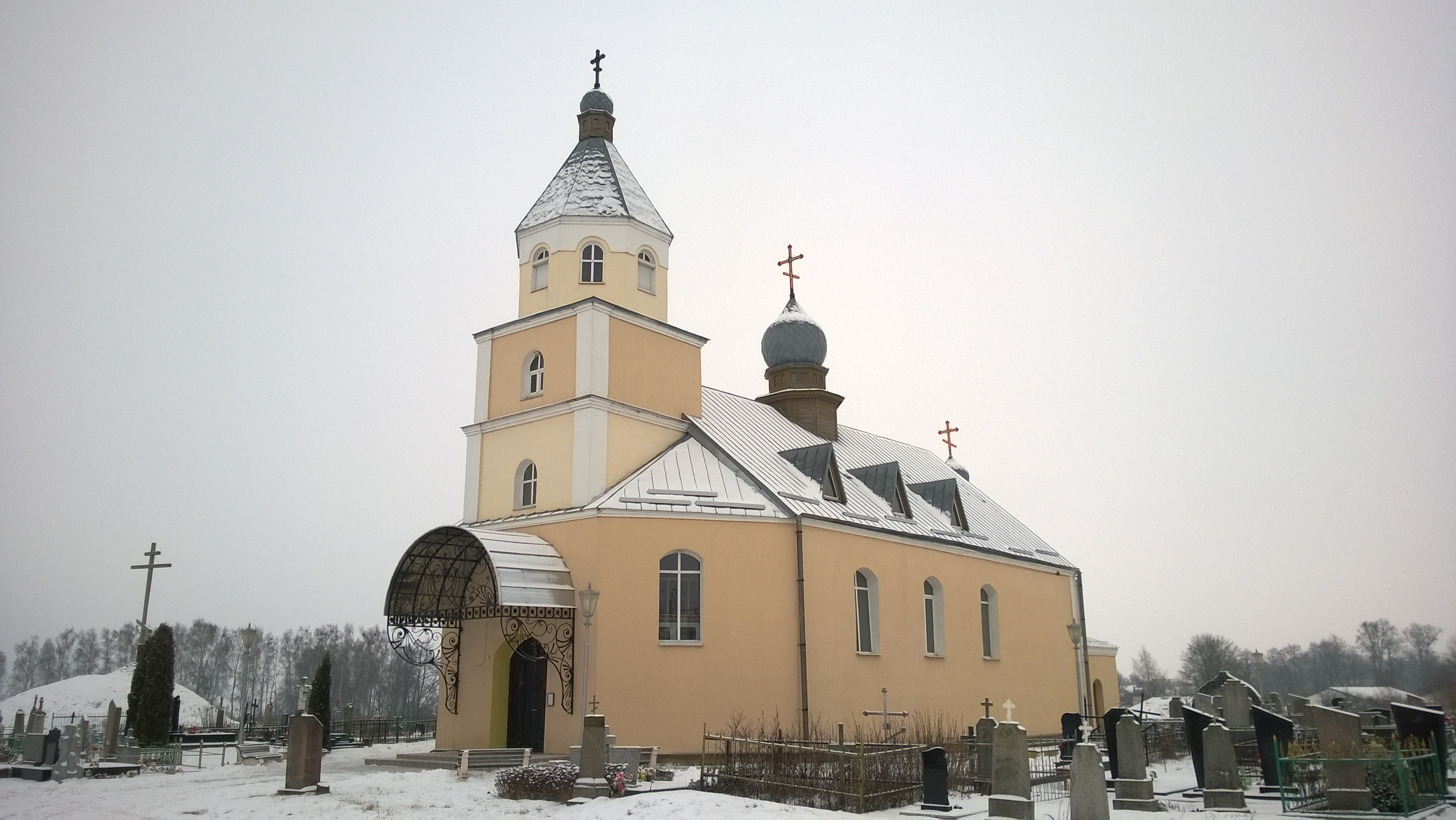
Крестовоздвиженская церковь
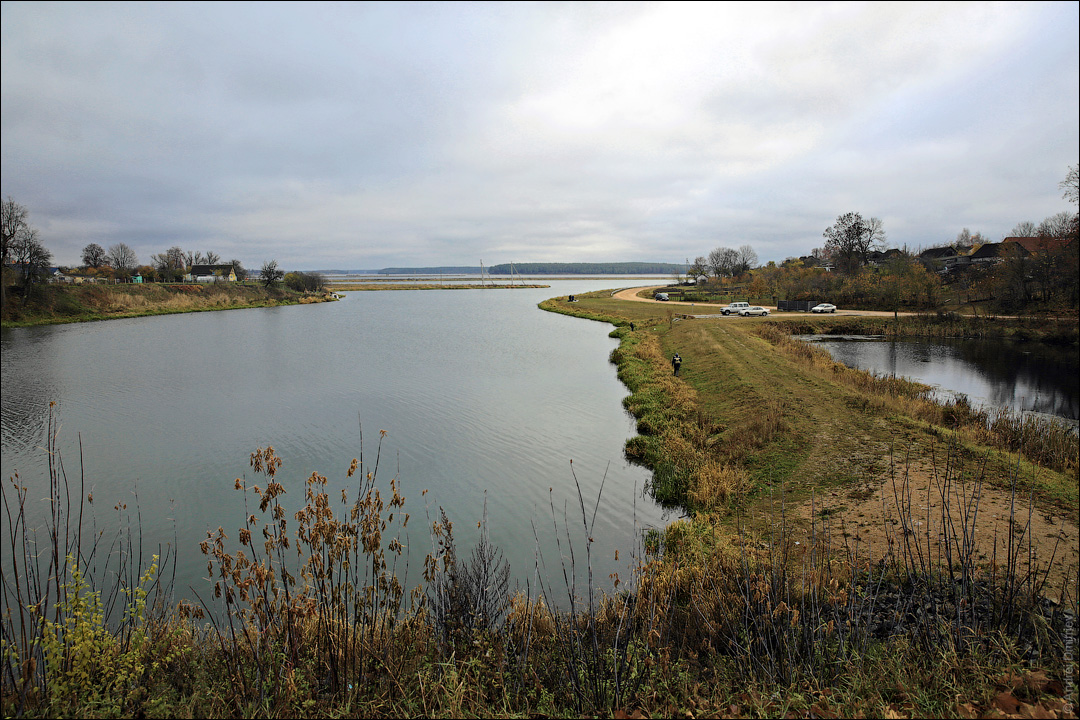
Река Свислочь